# زیردریایی کلاس لنینتس
سابمارین کلاس لنینتس (به انگلیسی: Leninets-class submarine) یک کلاس از زیردریایی است که طول آن ۸۱ متر (۲۶۵ فوت ۹ اینچ) می‌باشد.